# Вместе мы
«Вместе мы» — песня, написанная российскими музыкантами Анастасией Кривенко, Максимом Контаревым и Валерием Ефремовым. Композиция была выпущена российской поп-группой 5sta family, как седьмой и финальный сингл из дебютного альбома коллектива «Зачем?» (2012). Визитная карточка группы.
Песня получила положительные отзывы от музыкальных критиков и получила номинацию на премию RU.TV 2013 в категории «Лучшая песня». «Вместе мы» достигла второй строчки в чарте самых продаваемых цифровых треков в России по версии компании 2М и Lenta.ru, а в итоговом чарте за 2012 год заняла пятую строчку. По итогам года композиция стала одной из самых ротируемых на радиостанциях России и стран СНГ и получила награду TopHit Awards в категории «Самый ротируемый сингл, смешанный вокал».

## Предыстория и релиз
В 2009—2010 гг. 5sta family получили успех с синглами «Я буду», «Зачем?» и «На расстоянии звонка». «Я буду» получила премию «Бог Эфира-2010» в номинации «Радиохит — дуэт» и была номинирована на премию Муз-ТВ 2010 в категории «Лучшая песня». В 2011 году из группы ушла вокалистка Лоя и её место заняла участница «Фабрики звёзд» Юлианна Караулова. С ней коллектив выпустил песню «Тук Тук» и стал записывать дебютный альбом. 12 апреля 2012 года на радио, через систему Tophit, состоялся релиз нового сингла «Вместе мы».

## Реакция критики
| Оценки критиков | Оценки критиков |
| Источник        | Оценка          |
| --------------- | --------------- |
| MuseCube.org    | [ 9 ]           |
| Афиша           | (нейтральная)   |
| Красная звезда  | (5 место)       |

В целом композиция была положительно встречена музыкальными критиками, журналистами и программными директорами радиостанций России, достигнув пятого места в «Экспертном чарте» портала «Красная звезда». Булат Латыпов из «Афиши» дал песне нейтральную оценку и писал, что её нельзя назвать новым «большим хитом», как это было с «Я буду», с другой стороны, по мнению критика, «Вместе мы» «погоду в праздничный день не испортит, злокозненный удар в спину не нанесет». Павел Пшенов из MuseCube.org дал положительную оценку композиции и писал, что группа сделала единственно верный выбор, выпустив новым синглом из альбома «Вместе мы». «Здесь всё сошлось: неплохой текст, интересный современный бит и электронные инструменты в удачных пропорциях», — писал критик.
Дмитрий Прочухан из NewsMuz.com в обзоре альбома «Зачем?» писал, что песня отличается большим хитовым потенциалом. В МИА «Музыка» отмечали, что именно «Вместе мы» можно считать одним из главных хитов 2012 года, так как песня была лидером продаж цифровых треков России: «…лучший показатель успеха песни или альбома, впрочем как и самого артиста, это его продажи, ведь голос рублем — самый объективный показатель. И хотя песня имеет достаточно простой мотив и шаблонный набор фраз, в сердцах и на устах людей она явно осталась надолго», — посчитали в редакции издания. На премии RU.TV 2013 композиция получила номинацию в категории «Лучшая песня».

## Чарты
| Страна/территория (Чарт)      | Высшая позиция |
| ----------------------------- | -------------- |
| Tophit Российский Топ-100     | 4              |
| 2М. Топ 10. Цифровые треки    | 2              |
| Красная звезда. Сводный чарт  | 1              |
| Красная звезда. Чарт продаж   | 1              |
| Красная звезда. Народный чарт | 1              |
| Tophit Общий Топ-100          | 3              |
| Tophit Топ-100 по заявкам     | 5              |
| Tophit Украинский Топ-100     | 6              |

## Награды и номинации
| Год  | Награда           | Номинированная работа | Категория                               | Результат |
| ---- | ----------------- | --------------------- | --------------------------------------- | --------- |
| 2012 | Золотой Граммофон | «Вместе мы»           | Песня                                   | Победа    |
| 2013 | TopHit Awards     | «Вместе мы»           | Самый ротируемый сингл, смешанный вокал | Победа    |
| 2013 | Премия RU.TV      | «Вместе мы»           | Лучшая песня                            | Номинация |

## Список композиций
- Радиосингл

| №  | Название    | Длительность |
| -- | ----------- | ------------ |
| 1. | «Вместе мы» | 3:40         |

- Цифровой сингл

| №  | Название    | Длительность |
| -- | ----------- | ------------ |
| 1. | «Вместе мы» | 3:45         |

Макси-сингл
| №  | Название                                                          | Длительность |
| -- | ----------------------------------------------------------------- | ------------ |
| 1. | «Вместе мы (DJ Solovey remix)» (5ivesta family)                   | 5:20         |
| 2. | «Вместе Мы (DJ Melnikoff Remix)» (5ivesta family)                 | 4:00         |
| 3. | «Вместе мы (Dj Boor Remix)» (5ivesta family)                      | 3:28         |
| 4. | «Вместе Мы (DJ Nejtrino & DJ Stranger Remix)» (5ivesta family)    | 4:40         |
| 5. | «Вместе мы (Dj XM remix)»                                         | 4:20         |
| 6. | «Вместе Мы (DJ Geny Tur ft. DJ Мaksimoff Remix)» (5ivesta family) | 2:38         |
| 7. | «Вместе мы (Dj Amor Remix)» (5ivesta family)                      | 4:15         |